# Маллен, Уильям
Уильям Чарльз Маллен (англ. William Mullen; род. 9 октября 1944 года) — международный корреспондент Chicago Tribune, дважды награждённый Пулитцеровской премией. Первую награду Маллен получил в составе авторов газеты в 1973 году за расследование мошенничества на избирательных участках Чикаго, а вторую — в 1975 году вместе с фотографом Ови Картером за освещение голода в Африке и Индии.

## Биография
Уильям Маллен родился в 1944 году на западе штата Висконсин и получил высшее образование в университете города Ла-Кросс. Его первой работой в сфере журналистики стала позиция репортёра в городской газете в 1966 году. Менее чем через год он устроился в Wisconsin State Journal, а в 1967-м присоединился к штату Chicago Tribune. По заданию редакции в 1972 году Маллен работал под прикрытием в Чикагском совете избирательных комиссий во время президентских выборов 1972 года. Занимаясь административными поручениями, он зафиксировал более тысячи случаев мошенничества с голосами избирателей. Его опыт использовала команда журналистов Chicago Tribune во время расследования этих нарушений. Год спустя статья принесла изданию Пулитцеровскую премию за местные общие или самые свежие новости.
Летом и осенью 1974 года Уильям Маллен вместе с фотографом Ови Картером исследовал более десяти тысяч миль голодающих регионов Африки и Индии. Журналист подробно осветил ситуацию в серии статей «Лицо голода», опубликованных в октябре того же года. Материалы получили высокую оценку в журналистском сообществе, а также принесли автору и фоторепортёру совместную Пулитцеровскую премию за международный репортаж 1975 года. Позднее Маллен начал читать лекции в иллинойском Северо-западном университете, но продолжал работу в Chicago Tribune. В частности, он освещал ситуацию в лагерях беженцев племени тутси на юге Уганды. Но после женитьбы в середине 1980-х годов репортёр сосредоточился на локальной повестке. Он специализировался на развитии культурных учреждений Чикаго до 2012 года когда покинул Chicago Tribune и вышел на пенсию.

## Награды
- Награда Джейкоба Шера (1973)[1];
- Награда Эдварда  Скотта Бека[англ.] (1972—1974)[1];
- Пулитцеровская премия за международный репортаж (1975)[4];
- Премия Ральфа О. Нафцигера Школы журналистики и массовых коммуникаций Университета Висконсина[англ.] (1976)[1].